# Antoni Serbeński
Antoni Serbeński (ur. 13 grudnia 1886 w Potoku Złotym, zm. 5 marca 1957 w Ostrowie Wielkopolskim) – polski malarz, grafik, pedagog.

## Życiorys
Do szkół średnich uczęszczał we Lwowie i w Nowym Sączu. Po maturze rozpoczął naukę w Akademii Sztuk Pięknych w Krakowie, gdzie jego nauczycielami byli m.in. Teodor Axentowicz i Leon Wyczółkowski. Egzamin końcowy zdał dopiero w 1918 roku – wcześniej jego nauka została przerwana przez wybuch I wojny światowej i przymusowe wcielenie do wojska austriackiego. W latach 1918–1920 ochotniczo służył w wojsku polskim. 
W latach 1920–1931 był nauczycielem w wielkopolskich szkołach: w Rawiczu, w Gimnazjum Męskim w Inowrocławiu (nawiązał tam znajomość z Janem Kasprowiczem), w Gimnazjum Męskim w Ostrowie Wielkopolskim. Uczestniczył w pracach przygotowawczych do poznańskiej Wystawy Krajowej w 1929 roku. W 1931 roku osiadł na stałe w Ostrzeszowie, gdzie oddał się całkowicie pracy twórczej. W latach 1941–1942 prowadził tam tajne nauczanie, a w 1943 został wywieziony na roboty za odmowę namalowania portretu Adolfa Hitlera. Żył skromnie. Zmarł na chorobę nowotworową 5 marca 1957 roku w Ostrowie Wielkopolskim. Został pochowany na cmentarzu katolickim w Ostrzeszowie.
Zajmował się głównie malarstwem i grafiką (przede wszystkim  drzeworytnictwem). Tematem jego prac były najczęściej krajobrazy i obiekty architektoniczne okolic Ostrzeszowa, Ostrowa i Kępna, portrety i martwe natury (kompozycje kwiatowe). Zaprojektował także polichromię w auli ostrowskiego Gimnazjum Męskiego. 

## Upamiętnienia
W 2010 roku o Antonim Serbeńskim nakręcono film w reżyserii Andrzeja Mosia. W Ostrowie Wlkp., Ostrzeszowie i Kępnie uhonorowany został ulicą jego imienia. W 2006 roku Rada Miejska Ostrzeszowa podjęła uchwałę o ustanowieniu roku 2007 Rokiem Antoniego Serbeńskiego.